# Хартог, Дерк
Дерк Хартог, Дирк Хартог; Дирк Хартогсзон (нидерл. Dirck Hartogh; 30 октября 1580 — 11 октября 1621) — голландский мореплаватель. Наиболее известен тем, что является вторым мореплавателем, после Виллема Янсзона, посетившим и описавшим Западное побережье Австралии.

## Биография
Дерк Хартог родился 30 октября 1580 года в семье моряка. В возрасте 30 лет он получил звание капитана, команду и своё первое судно. Несколько лет водил корабли коммерческих компаний по Балтийскому и Средиземному морях.
В 1616 году был приглашён на работу вест-индийской компанией и был назначен капитаном судна «Эндрахт» («Согласие»). Через мыс Доброй Надежды судно Хартога попало в Индийский океан и попав под сильные западные ветра, известные как «Ревущие сороковые», маршрутом Браувера достигло побережья недалеко от современной Джакарты. 25 октября 1616 года, приблизительно в 26 ° южной широты, Хартог и его терзаемая голодом команда неожиданно наткнулись на ряд мелких островов, которые были необитаемы. Достигнув берегов залива Шарк, его команда выловила тигровую акулу и незамедлительно съела.
Хартог провел три дня, исследуя побережье и соседние острова. Он назвал область «Земля Согласия» или «Земля Эндрахт» в честь своего судна, но это название в дальнейшем не прижилось. Перед отплытием, он на одном из островов установил столб, к которому была прибита оловянная тарелка с выгравированной датой открытия и именем капитана. Через два дня голландцы пересекли залив и следовали на протяжении 300 км вдоль плоского безлюдного берега. Хартог стал вторым мореплавателем, достигшим берегов Австралии.
В 1617 году Дирк Хартог оставил службу в Вест-Индийской компании, возобновив частные торговые предприятия на Балтийском море.
В 1985 году в память о Дирке Хартоге и его команде Австралией была выпущена почтовая марка, на которой изображено судно «Эндрахт».